# Meistriliiga 2021
La Meistriliiga 2021, nota come A. Le Coq Premium Liiga 2021 per ragioni di sponsorizzazione, è stata la 31ª edizione della massima serie del campionato estone di calcio, iniziata il 13 marzo 2021 e terminata il 5 dicembre 2021. Il Levadia Tallinn ha vinto il torneo per la decima volta nella sua storia e sette anni dopo l'ultimo successo.

## Stagione

### Novità
Dalla Meistriliiga 2020 è stato retrocesso il Kalev Tallinn, classificatosi all'ultimo posto, mentre dall'Esiliiga 2020 è stato promosso il Vaprus Pärnu, primo classificato e tornato in massima serie dopo due anni di assenza. Il Kuressaare ha vinto lo spareggio promozione-retrocessione contro il Maardu, secondo classificato in Esiliiga, mantenendo così il posto in Meistriliiga.

### Formula
Le 10 squadre partecipanti si affrontano in un doppio girone di andata e ritorno, per un totale di 36 giornate. La squadra campione di Estonia ha diritto a partecipare alla UEFA Champions League 2022-2023 partendo dal turno preliminare. La squadra classificata al secondo posto è ammessa alla UEFA Europa Conference League 2022-2023 partendo dal primo turno di qualificazione, assieme alla squadra vincitrice della coppa nazionale. L'ultima classificata retrocede direttamente in Esiliiga, mentre la penultima disputa uno spareggio contro la seconda classificata della Esiliiga per la permanenza in Meistriliiga.

### Avvenimenti
A causa del ritardo dell'inizio della stagione, posticipato per la pandemia di COVID-19, il numero di giornate è stato diminuito: invece del doppio girone di andata e ritorno, dopo 27 giornate le squadre saranno divise in due gruppi, sei nella poule scudetto e quattro nella poule retrocessione; tutte le squadre inizieranno il girone con i punti totalizzati durante la stagione regolare. Ogni squadra incontra le altre del proprio gruppo, in partite di sola andata, rispettivamente, per un totale di altre cinque e tre giornate.
Il Levadia Tallinn, dopo aver condotto gran parte della stagione regolare al primo posto, accede alla poule scudetto con 6 punti di vantaggio sul Flora. Alla 31ª giornata il distacco tra le due squadre è di 4 punti, prima dei due derby che chiudono la stagione: nel primo, recupero del 21º turno, il Flora si impone in trasferta per 1-5 e mantiene aperti i giochi; nel secondo, in casa del Flora, il Levadia va due volte in vantaggio e viene ripreso solo al 93', conquistando il pareggio finale per 2-2 e la vittoria del campionato.

## Squadre partecipanti
| Club             | Città      | Stadio                   | Stagione precedente            |
| ---------------- | ---------- | ------------------------ | ------------------------------ |
| Flora Tallinn    | Tallinn    | A. Le Coq Arena          | 1º posto in Meistriliiga       |
| Kuressaare       | Kuressaare | Kuressaare Linnastaadion | 9º posto in Meistriliiga       |
| Levadia Tallinn  | Tallinn    | A. Le Coq Arena          | 3º posto in Meistriliiga       |
| Kalju Nõmme      | Tallinn    | Hiiu Staadion            | 4º posto in Meistriliiga       |
| Paide            | Paide      | Paide Linnastaadion      | 2º posto in Meistriliiga       |
| Tammeka Tartu    | Tartu      | Tamme Staadion           | 5º posto in Meistriliiga       |
| TJK Legion       | Tallinn    | Kadriorg Stadium         | 7º posto in Meistriliiga       |
| Trans Narva      | Narva      | Kreenholmi Staadion      | 8º posto in Meistriliiga       |
| Tulevik Viljandi | Viljandi   | Viljandi Linnastaadion   | 6º posto in Meistriliiga       |
| Vaprus Pärnu     | Pärnu      | Pärnu Rannastaadion      | 1º posto in Esiliiga, promosso |

## Stagione regolare

### Classifica finale
|  | Pos. | Squadra          | Pt | G  | V  | N | P  | GF | GS | DR  |
|  | ---- | ---------------- | -- | -- | -- | - | -- | -- | -- | --- |
|  | 1.   | Levadia Tallinn  | 67 | 27 | 22 | 1 | 4  | 75 | 33 | +42 |
|  | 2.   | Flora Tallinn    | 64 | 27 | 19 | 7 | 1  | 80 | 21 | +59 |
|  | 3.   | Paide            | 53 | 27 | 15 | 8 | 4  | 52 | 27 | +25 |
|  | 4.   | Kalju Nõmme      | 43 | 27 | 13 | 4 | 10 | 51 | 34 | +17 |
|  | 5.   | TJK Legion       | 38 | 27 | 11 | 5 | 11 | 45 | 36 | +9  |
|  | 6.   | Trans Narva      | 29 | 27 | 8  | 5 | 14 | 33 | 52 | -19 |
|  | 7.   | Kuressaare       | 28 | 27 | 8  | 4 | 15 | 33 | 46 | -13 |
|  | 8.   | Tulevik Viljandi | 27 | 27 | 8  | 3 | 16 | 37 | 57 | -20 |
|  | 9.   | Tammeka Tartu    | 19 | 27 | 5  | 4 | 18 | 29 | 69 | -40 |
|  | 10.  | Vaprus Pärnu     | 15 | 27 | 4  | 3 | 20 | 20 | 80 | -60 |

Legenda:
      Ammesse alla Poule scudetto
      Ammesse alla Poule retrocessione
Regolamento:
Tre punti a vittoria, uno a pareggio, zero a sconfitta.
La classifica viene stilata secondo i seguenti criteri:
- Punti conquistati
- Spareggio (solo per decidere la squadra campione)
- Meno partite perse a tavolino
- Partite vinte
- Punti conquistati negli scontri diretti
- Differenza reti negli scontri diretti
- Differenza reti generale
- Reti totali realizzate
- Fair-play ranking

### Risultati

#### Partite (1-18)
|                  | Flo  | Kur  | Lev  | Klj  | Pai  | Tam  | TJK  | Tra  | Tul  | Vap  |
| ---------------- | ---- | ---- | ---- | ---- | ---- | ---- | ---- | ---- | ---- | ---- |
| Flora Tallinn    | –––– | 2-2  | 0-0  | 1-0  | 3-3  | 3-0  | 2-1  | 5-0  | 3-0  | 2-0  |
| Kuressaare       | 0-4  | –––– | 2-3  | 0-2  | 2-2  | 1-3  | 1-1  | 1-2  | 2-3  | 2-1  |
| Levadia Tallinn  | 2-4  | 3-0  | –––– | 4-1  | 0-4  | 2-1  | 4-3  | 3-2  | 4-1  | 5-0  |
| Kalju Nõmme      | 1-2  | 0-3  | 0-1  | –––– | 0-0  | 4-1  | 3-1  | 0-1  | 5-1  | 0-1  |
| Paide            | 0-0  | 1-0  | 1-2  | 2-1  | –––– | 1-1  | 1-0  | 5-1  | 0-1  | 2-1  |
| Tammeka Tartu    | 0-3  | 0-1  | 1-2  | 2-2  | 0-2  | –––– | 0-1  | 3-2  | 1-1  | 2-2  |
| TJK Legion       | 1-2  | 1-0  | 2-3  | 0-1  | 1-1  | 3-1  | –––– | 0-0  | 2-1  | 7-1  |
| Trans Narva      | 0-2  | 2-0  | 1-4  | 1-2  | 0-1  | 2-1  | 0-0  | –––– | 6-2  | 1-1  |
| Tulevik Viljandi | 3-3  | 1-2  | 0-4  | 1-3  | 0-1  | 5-3  | 1-0  | 0-1  | –––– | 3-1  |
| Vaprus Pärnu     | 0-4  | 2-1  | 0-4  | 1-7  | 1-3  | 1-2  | 1-4  | 2-1  | 3-0  | –––– |

#### Partite (19-27)
|                  | Flo  | Kur  | Lev  | Klj  | Pai  | Tam  | TJK  | Tra  | Tul  | Vap  |
| ---------------- | ---- | ---- | ---- | ---- | ---- | ---- | ---- | ---- | ---- | ---- |
| Flora Tallinn    | –––– | 2-2  |      | 2-0  |      | 9-0  | 5-1  | 5-2  |      |      |
| Kuressaare       | 1-0  | –––– |      | 0-2  |      | 2-0  | 0-2  |      | 1-0  | 6-0  |
| Levadia Tallinn  | 1-5  | 3-0  | –––– | 2-1  |      | 4-0  |      | 3-0  |      | 5-0  |
| Kalju Nõmme      |      |      |      | –––– | 3-2  |      | 2-2  | 1-1  | 3-1  |      |
| Paide            | 1-1  | 4-1  | 0-3  |      | –––– |      |      | 4-0  | 3-1  |      |
| Tammeka Tartu    |      |      |      | 0-3  | 2-5  | –––– | 0-2  | 2-1  |      |      |
| TJK Legion       |      |      | 1-2  |      | 1-2  |      | –––– |      | 3-1  | 2-1  |
| Trans Narva      |      | 2-2  |      |      |      |      | 0-3  | –––– | 1-0  | 3-0  |
| Tulevik Viljandi | 2-2  |      | 3-2  |      |      | 4-1  |      |      | –––– | 1-0  |
| Vaprus Pärnu     | 0-6  |      |      | 1-4  | 1-1  | 1-2  |      |      |      | –––– |

## Poule scudetto e retrocessione
I punti conquistati nella stagione regolare vengono mantenuti.

### Classifica finale
|                    | Pos. | Squadra          | Pt | G  | V  | N | P  | GF | GS | DR  |
| ------------------ | ---- | ---------------- | -- | -- | -- | - | -- | -- | -- | --- |
| Estonia (bandiera) | 1.   | Levadia Tallinn  | 78 | 32 | 25 | 3 | 4  | 84 | 38 | +46 |
|                    | 2.   | Flora Tallinn    | 77 | 32 | 23 | 8 | 1  | 90 | 23 | +67 |
|                    | 3.   | Paide            | 62 | 32 | 18 | 8 | 6  | 66 | 35 | +31 |
|                    | 4.   | Kalju Nõmme      | 45 | 32 | 13 | 6 | 13 | 57 | 44 | +13 |
|                    | 5.   | TJK Legion       | 40 | 32 | 11 | 7 | 14 | 49 | 48 | +1  |
|                    | 6.   | Trans Narva      | 33 | 32 | 9  | 6 | 17 | 36 | 61 | -25 |
|                    |      |                  |    |    |    |   |    |    |    |     |
|                    | 7.   | Kuressaare       | 34 | 30 | 10 | 4 | 16 | 39 | 47 | -8  |
|                    | 8.   | Tulevik Viljandi | 30 | 30 | 9  | 3 | 18 | 39 | 62 | -23 |
|                    | 9.   | Tammeka Tartu    | 25 | 30 | 7  | 4 | 19 | 34 | 72 | -38 |
|                    | 10.  | Vaprus Pärnu     | 18 | 30 | 5  | 3 | 22 | 24 | 88 | -64 |

Legenda:
      Campione di Estonia e ammessa alla UEFA Champions League 2022-2023
      Ammessa al primo turno di qualificazione della UEFA Europa Conference League 2022-2023
 Ammessa allo spareggio promozione-retrocessione
      Retrocessa in Esiiliga 2022 per difficoltà finanziarie il 22 dicembre 2021
Regolamento:
Tre punti per la vittoria, uno per il pareggio, zero per la sconfitta.

### Risultati poule scudetto
|                 | Flo  | Klj  | Lev  | Pai  | TJK  | Tra  |
| --------------- | ---- | ---- | ---- | ---- | ---- | ---- |
| Flora Tallinn   | –––– |      | 2-2  | 3-0  |      |      |
| Kalju Nõmme     | 0-1  | –––– | 1-2  |      |      |      |
| Levadia Tallinn |      |      | –––– | 1-0  | 2-2  |      |
| Paide           |      | 5-3  |      | –––– | 4-0  |      |
| TJK Legion      | 0-2  | 2-2  |      |      | –––– | 0-2  |
| Trans Narva     | 0-2  | 0-0  | 0-2  | 1-5  |      | –––– |

### Risultati poule retrocessione
|                  | Kur  | Tam  | Tul  | Vap  |
| ---------------- | ---- | ---- | ---- | ---- |
| Kuressaare       | –––– |      |      |      |
| Tammeka Tartu    | 1-0  | –––– | 2-0  | 2-3  |
| Tulevik Viljandi | 0-2  |      | –––– |      |
| Vaprus Pärnu     | 0-4  |      | 1-2  | –––– |

## Spareggio promozione/retrocessione
|               | Risultati |               | Luogo e data              |
| ------------- | --------- | ------------- | ------------------------- |
| Kalev Tallinn | 0 - 0     | Tammeka Tartu | Tallinn, 27 novembre 2021 |
| Tammeka Tartu | 3 - 0     | Kalev Tallinn | Tartu, 4 dicembre 2021    |
|               |           |               |                           |

## Statistiche

### Capoliste solitarie
|    | —— | —— | ——      | ——      | ——      | ——    | ——    | ——    | ——    | ——    | ——              | ——              | ——              | ——              | ——              | ——              | ——              | ——              | ——              | ——              | ——              | ——              | ——              | ——              | ——              | ——              | ——              | ——              | ——              | ——              | ——              | —— |  |
|    |    |    | Levadia | Levadia | Levadia | Paide | Paide | Paide | Paide | Paide | Levadia Tallinn | Levadia Tallinn | Levadia Tallinn | Levadia Tallinn | Levadia Tallinn | Levadia Tallinn | Levadia Tallinn | Levadia Tallinn | Levadia Tallinn | Levadia Tallinn | Levadia Tallinn | Levadia Tallinn | Levadia Tallinn | Levadia Tallinn | Levadia Tallinn | Levadia Tallinn | Levadia Tallinn | Levadia Tallinn | Levadia Tallinn | Levadia Tallinn | Levadia Tallinn |    |  |
|    |    |    |         |         |         |       |       |       |       |       |                 |                 |                 |                 |                 |                 |                 |                 |                 |                 |                 |                 |                 |                 |                 |                 |                 |                 |                 |                 |                 |    |  |
|    |    |    |         |         |         |       |       |       |       |       |                 |                 |                 |                 |                 |                 |                 |                 |                 |                 |                 |                 |                 |                 |                 |                 |                 |                 |                 |                 |                 |    |  |
| 1ª | 2ª | 3ª | 4ª      | 5ª      | 6ª      | 7ª    | 8ª    | 9ª    | 10ª   | 11ª   | 12ª             | 13ª             | 14ª             | 15ª             | 16ª             | 17ª             | 18ª             | 19ª             | 20ª             | 21ª             | 22ª             | 23ª             | 24ª             | 25ª             | 26ª             | 27ª             | 28ª             | 29ª             | 30ª             | 31ª             | 32ª             |    |  |

### Classifica marcatori
| Gol |  |  | Giocatore             | Squadra          |
| --- |  |  | --------------------- | ---------------- |
| 26  |  |  | Henri Anier           | Paide            |
| 24  |  |  | Zakaria Beglarishvili | Levadia Tallinn  |
| 23  |  |  | Rauno Sappinen        | Flora Tallinn    |
| 17  |  |  | Robert Kirss          | Levadia Tallinn  |
| 14  |  |  | Sergei Zenjov         | Flora Tallinn    |
| 12  |  |  | Kaimar Saag           | Tulevik Viljandi |
| 11  |  |  | Aleksandr Šapovalov   | TJK Legion       |
| 11  |  |  | Mattias Männilaan     | Kuressaare       |
| 11  |  |  | Tristan Koskor        | Tammeka Tartu    |
| 10  |  |  | Aleksandr Zakarlyuka  | Trans Narva      |
| 9   |  |  | Marten Pajunurm       | Kuressaare       |
| 9   |  |  | Rauno Alliku          | Flora Tallinn    |
| 9   |  |  | Pavel Marin           | Nomme Kalju      |
| 8   |  |  | Alex Tamm             | Nomme Kalju      |
| 8   |  |  | Kirill Nesterov       | TJK Legion       |
| 8   |  |  | Henrik Ojamaa         | Flora Tallinn    |
| 8   |  |  | Deabeas Owusu-Sekyere | Paide            |